# Szabó Tünde (úszó)
Szabó Tünde (Nyíregyháza, 1974. május 31. –) a sporttudományok doktora (Ph.D.); a Magyar Tudományos Akadémia köztestületének tagja; címzetes egyetemi tanár, sportért felelős államtitkár, kormánybiztos, országgyűlési képviselő, ügyvéd, sportjogi szakjogász, egészségügyi szakjogász, olimpiai, világ- és Európa-bajnoki ezüstérmes úszó, szakedző, a Magyar Úszó Szövetség volt alelnöke, a Fidesz országgyűlési képviselője. 2020-tól az Európai Úszószövetség (LEN) alelnöke.

## Sportpályafutása
1982-től 1992-ig a Nyíregyházi Vasutas SC-ben versenyzett, edzője: Vajda Tamás volt. 1988-ban 50, 100 és 200 méter hátúszásban, 1990-ben 50 méter hátúszásban országos ifjúsági bajnok. 1988-ban és 1989-ben az ifjúsági Európa-bajnokságon 100 és 200 méter hátúszásban második Egerszegi Krisztina mögött. Pályafutása során mindig Egerszegi szorította le a dobogó legfelső fokáról. 1989-től felnőtt válogatott úszó. Az 1991-es perthi világbajnokságon 100 méter hátúszásban ezüstérmes. Az 1991-es athéni Európa-bajnokságon 100 és 200 méter hátúszásban második. Az 1992-es barcelonai olimpián 100 méter hátúszásban második, 200 méter hátúszásban hatodik helyezést ért el. Vesegyulladás miatt az olimpia után abbahagyta a versenysportot.

## Sportvezető, politikus
A nyíregyházi sportiskolában tanított, vezette úszóiskoláját. 2004-ben az Országgyűlés Ifjúsági és Sport Bizottságának tanácsadója lett. 2006-tól a Főpolgármesteri Hivatal Sport Ügyosztályának munkatársa. 2011-től 2015-ig a Magyar Úszó Szövetség főtitkáraként dolgozott. 2015-től általános alelnök lett. Erről a posztjáról 2017 augusztusában lemondott.
Ügyvédi irodát nyitott, ahol ügyvédként dolgozik.
2012-ben a Magyar Olimpiai Bizottság elnökségének tagja lett. Tagja a SPORTJUS-nak (Magyar Sportjogász Társaság) is. 2015-től a Testnevelési Egyetem Sportjogi Tanszéki csoport tagja, az egyetem oktatója. 2015. szeptember 11-én Balog Zoltán miniszter sportért felelős államtitkárnak kérte fel a honvédelmi miniszterré kinevezett Simicskó István utódjaként. 2018-ban egyéni képviselői mandátumot szerzett országgyűlési képviselőként. 2020. november 8-án az Európai Úszószövetség (LEN) online tisztújító kongresszusán megválasztották a szervezet egyik alelnökének. 2022-ben ismét országgyűlési képviselő lett. A sportért felelős államtitkári megbízatását nem hosszabbították meg. Ezt követően az Északkelet-magyarországi Gazdaságfejlesztési Zóna komplex fejlesztéséért felelős kormánybiztos lett.

## Iskolai végzettségei
- Szegedi Tudományegyetem Állam- és Jogtudományi Kar – jogász
- Sporttudományok doktora (Ph.D.) – TE
- Pázmány Péter Katolikus Egyetem – Sportjogi szakjogász diploma
- Eötvös Loránd Tudományegyetem – Egészségügyi szakjogász diploma
- Testnevelési Egyetem – Szakedzői diploma
- Okleveles igazságügyi mediátor
- ügyvédi szakvizsgával rendelkezik
- közigazgatási szakvizsgával rendelkezik

Tudományos munkássága – Ph.D. kutatási területe: A sportsérültek jogai, a sportolók védelme. – Sportjog, Egészségügyi jog területe.

### Publikációk
- Sávolt-Szabó T: A sportsérültek jogai: Az agyrázkódás szabályozása és a felelősségi kérdése – Magyar Jog, 62. évf. 6. sz. 365-377. 2015.
- Sávolt-Szabó T: A fiatalkorú sportolók jogi védelme a sérülések megelőzésének érdekében – Magyar Jog, 63. évf. 1. sz. 51-57. 2016.
- Sávolt-Szabó T: Fejsérülések a futballpályákon: egészségügyi és sportjogi szabályozás   Magyar Sporttudományi Szemle, 17. évf. 67. sz. 45-50. 2016.
- Savolt-Szabo T, Stocker M. Legal Protection for Athletes To Prevent Injuries Legislative Regulation in Hungary. Int J Sports Sci Med. 2017;1(1): 024-030
- P Ács, Cs Melczer, T Sávolt-Szabó, Zs Welker, M Gyuró, P Baumann, K Sey-Morvay, B Raposa OWERVIEW OF THE FITNSS PARAMETERS IN THE STUDENTS OF PÉCS UNIVERSITY HEALTH PROBLEMS OF CIVILIZATION 11L3) pp. 15–157. 2017.
- Szabó Tünde, Stocker M., Győrffy B., Nemes A.: Knowledge and Attitude of Hungarian Athletes towards Long-term Sports Injuries, Physical Culture and Sport Studies and Research 80: 27-38.
- Szabó T.  Hosszú távú sportsérülések megelőzése a magyar sportban. Magyar Sporttudományi Szemle, 75:82. 2018.
- Szabó T., Stoker M. Legal Protection for Athletes To Prevent Injuries Legislative Regulation in Hungary. Int J Sports Sci Med, 1: 24-30. 2017.
- Stocker M., Szabó T. A hazai sportirányítás szerepe és tevékenysége a kiemelt hazai sportesemények esetében. Magyar Sporttudományi Szemle, 73: 56-77. 2017.
- Szabó T., Bánhidi M., Szőts G. A sportturizmus gazdasági és társadalmi kérdései Magyarországon. Magyar Sporttudományi Társaság, Budapest, 2018.
- BMC Public Health, Ács, Kovács, Paár, Hoffbauer, P. Szabó, T. Szabó, Stocker:  Comparative analysis of the economic burdens of physical inactivity in Hungary between 2005 and 2017,- BMC. 2020.
- Health Prob Civil, T. Szabó, Stocker, Ács, Morvay-Sey, Pálvölgyi, Laczkó:  Impact of Covid-19 on the Phisical activity and well-being of Hungarian athletes and sports professionals. 2020, Volume 14, – Issue 3. ISSN 2353-6942

## Családja
Házas, 3 gyermek édesanyja (Evelyn, Karolina és Dorián), férje dr. Sávolt Ákos, sebész, onkológus, plasztikai sebész főorvos.

## Díjai, elismerései
- Címzetes Egyetemi Tanár D.E.(2020)
- Magyar Tudományos Akadémia Köztestületének tagja (2020)
- Címzetes Egyetemi Docensi cím, D.E. (2017)[10]
- A magyar úszósport halhatatlanja (2016)[11]
- Magyar Arany Érdemkereszt (2015)
- MOB érdemérem kitüntetés (2012)[12]
- Magyar Köztársasági Ezüst Érdemkereszt (1992)